# HVV 't Gooi in het seizoen 1964/65
Het seizoen 1964/1965 was het 10e jaar in het bestaan van de Hilversumse betaaldvoetbalclub 't Gooi. De club kwam uit in de Tweede divisie B en eindigde daarin op de 14e plaats. Samen met 't Gooi werd gestreden tegen degradatie naar de amateurs. De eerste wedstrijd in Amersfoort leverde een 1–1 gelijkspel op. De tweede wedstrijd stond gepland voor donderdag 27 mei. LONGA besloot echter, voordat de return werd gespeeld, dat het vrijwillig terugkeerde naar het amateurvoetbal. Tevens deed de club mee aan het toernooi om de KNVB beker, hierin werd de club in de eerste ronde uitgeschakeld door Enschedese Boys (3–0).

## Wedstrijdstatistieken

### Tweede divisie B
|       | Baronie | BVV   | D.F.C. | Fortuna | Helmondia '55 | Hermes DVS | HVC   | Limburgia | LONGA | NOAD  | Roda JC | SVV   | Wilhelmina | Xerxes |
| ----- | ------- | ----- | ------ | ------- | ------------- | ---------- | ----- | --------- | ----- | ----- | ------- | ----- | ---------- | ------ |
| Thuis | 0 – 1   | 0 – 1 | 1 – 0  | 1 – 2   | 1 – 2         | 1 – 1      | 4 – 0 | 1 – 4     | 2 – 2 | 0 – 1 | 0 – 2   | 1 – 2 | 1 – 1      | 0 – 1  |
| Uit   | 3 – 0   | 2 – 1 | 5 – 1  | 3 – 0   | 3 – 0         | 0 – 1      | 2 – 1 | 3 – 2     | 0 – 2 | 0 – 0 | 5 – 3   | 0 – 0 | 4 – 2      | 1 – 0  |

### Degradatiewedstrijd
| Degradatiewedstrijd                                                                           | 't Gooi                          | 1 – 1 (1 – 1, 1 – 0) Na verlenging                                 | LONGA                  |
| 23 mei 1965 Plaats: Amersfoort Birkhoven Toeschouwers: 1.000 Scheidsrechter: Cor van den Berg | Bertus van der Straten 3' (pen.) |                                                                    | 62' Theo van Doremalen |
| Degradatiewedstrijd                                                                           | 't Gooi                          | Niet gespeeld                                                      | LONGA                  |
| 27 mei 1965 Plaats: Amersfoort Birkhoven                                                      |                                  | LONGA laat weten dat het zich terugtrekt uit het betaalde voetbal. |                        |

### KNVB beker
| 1e ronde                                 | Enschedese Boys                        | 3 – 0 (1 – 0) | 't Gooi |
| 4 oktober 1964 Plaats: Enschede Heekpark | Henk Leusink 15', –' Bennie van Raalte |               |         |

## Statistieken 't Gooi 1964/1965

### Eindstand 't Gooi in de Nederlandse Tweede divisie B 1964 / 1965
| Stand | Gespeeld | Gewonnen | Gelijk | Verloren | Punten | Doelpunten voor | Doelpunten tegen |
| ----- | -------- | -------- | ------ | -------- | ------ | --------------- | ---------------- |
| 13e   | 28       | 3        | 12     | 13       | 18     | 34              | 54               |

### Topscorers
| #              | Naam                   | Goal |
| -------------- | ---------------------- | ---- |
| 1.             | Jan de Jongh           | 7    |
| 2.             | Jan van Berkel         | 4    |
| 2.             | Cees van Wilpen        | 4    |
| 4.             | Cor Luiten             | 3    |
| 4.             | Bertus van der Straten | 3    |
| 6.             | Cor Kriekaard          | 2    |
| 7.             | Nico Meijer            | 1    |
| 7.             | Ben Reuling            | 1    |
| Eigen doelpunt |                        |      |
| –              | Henk van Erp (LONGA)   | 1    |
| Totaal         | Totaal                 | 34   |

| #      | Naam                   | Goal |
| ------ | ---------------------- | ---- |
| 1.     | Bertus van der Straten | 1    |
| Totaal | Totaal                 | 1    |

| #      | Naam        | Goal |
| ------ | ----------- | ---- |
| –      | Geen speler | 0    |
| Totaal | Totaal      | 0    |